# Sokoł (1895)
Sokoł (Сокол), następnie Prytkij – rosyjski niszczyciel budowy brytyjskiej z końca XIX wieku i okresu I wojny światowej, jednostka prototypowa typu Sokoł. Okręt został zwodowany 22 sierpnia 1895 roku w brytyjskiej stoczni Yarrow w Poplar, a do służby w Marynarce Wojennej Imperium Rosyjskiego wszedł w październiku tego roku, z przydziałem do Floty Bałtyckiej. W 1902 roku nazwę jednostki zmieniono na „Prytkij”. Podczas I wojny światowej jednostkę przebudowano na trałowiec. Opanowany przez bolszewików okręt został w 1918 roku przeklasyfikowany na torpedowiec i trafił na Morze Kaspijskie. Ze służby wycofano go w 1922 roku i następnie złomowano.

## Projekt i budowa
„Sokoł” był pierwszym rosyjskim niszczycielem, zamówionym w Wielkiej Brytanii. W chwili wejścia do służby był jedną z najnowocześniejszych jednostek na świecie, lecz na skutek szybkiego rozwoju tej klasy okrętów, po kilku latach, gdy do służby wchodziły jego rosyjskie kopie nazwane typem Sokoł, z racji niewielkiej wyporności bardziej odpowiadały już klasie torpedowców. Początkowo okręty te klasyfikowane były też jako torpedowce i dopiero w 1907 roku zaliczono je do nowo wyodrębnionej w Rosji klasy niszczycieli (dosłownie: torpedowców eskadrowych, ros. eskadriennyj minonosiec). „Sokoł” (pol. sokół) został wciągnięty na listę okrętów Marynarki Imperium Rosyjskiego już 18 stycznia 1895 roku.
Okręt zbudowany został w stoczni Yarrow w Poplar (dzielnicy Londynu). Stępkę niszczyciela położono w listopadzie 1894 roku, został zwodowany 10 sierpnia?/22 sierpnia 1895 roku, a do służby w Marynarce Wojennej Rosji przyjęto go w październiku tego roku.

## Dane taktyczno-techniczne
Okręt był niewielkim, czterokominowym niszczycielem z taranowym dziobem. Długość całkowita wykonanego ze stali niklowej kadłuba wynosiła 57,91 metra, szerokość 5,64 metra i zanurzenie 2,29 metra. Wyporność normalna wynosiła 220 ton, a pełna 240 ton. Okręt napędzany był przez dwie maszyny parowe potrójnego rozprężania o projektowanej mocy 3800 KM, do których parę dostarczało osiem kotłów Yarrow. Dwuśrubowy układ napędowy pozwalał osiągnąć prędkość 29 węzłów. Okręt zabierał zapas 53 ton węgla, co zapewniało zasięg wynoszący 750 Mm przy prędkości 15 węzłów.
Okręt wyposażony był w dwie pojedyncze wyrzutnie torped kalibru 381 mm, umieszczone na rufie, z zapasem sześciu torped.  Główne uzbrojenie artyleryjskie stanowiło pojedyncze działo kal. 75 mm Canet o długości 50 kalibrów (L/50), umieszczone na platformie nad pomostem bojowym, strzelające pociskami o masie 4,9 kg, z zapasem 160 pocisków przeciwpancernych. Uzbrojenie uzupełniały trzy pojedyncze działa kal. 47 mm Hotchkiss M1885 L/40 (dwa na burtach za mostkiem i jedno na pokładzie rufowym). Strzelały pociskami o masie 1,5 kg, a ich zapas wynosił 800 sztuk.
Załoga okrętu etatowo miała liczyć 48 osób, w tym pięciu oficerów, lecz w rosyjskiej służbie wynosiła 52 osoby, w tym czterech oficerów. Do początku I wojny światowej załoga wzrosła do 61 osób, w tym czterech oficerów.

## Służba
W 1902 roku nazwę okrętu zmieniono na „Prytkij” („Прыткий”). W 1910 roku dokonano modernizacji uzbrojenia jednostki: zdemontowano obie wyrzutnie torped kal. 381 mm i wszystkie działka kal. 47 mm, instalując w zamian dwie pojedyncze wyrzutnie torped kal. 450 mm oraz drugą armatę kal. 75 mm (usytuowaną w pobliżu rufy) i dwa pojedyncze karabiny maszynowe kal. 7,62 mm. Prócz tego okręt przystosowano do przenoszenia 10 min. W maju 1915 roku „Prytkij” został pozbawiony uzbrojenia torpedowego i stał się okrętem łącznikowym, a w roku następnym po wyposażeniu w trały został przystosowany do pełnienia roli trałowca. Jednostka została przydzielona do 2. Dywizjonu I Oddziału Trałowców. 22 listopada 1916 roku „Prytkij” zderzył się w Moonsundzie z torpedowcem nr 214 i miał zalany przedział rufowy.
W wyniku rewolucji październikowej okręt został przejęty przez bolszewików, po czym w sierpniu 1918 roku ponownie zainstalowano na nim wyrzutnie torped i przeklasyfikowano na torpedowiec. Jednostkę wysłano na Wołgę, do nowo utworzonej Flotylli Wołżańskiej, w celu wsparcia wojsk Armii Czerwonej. Używana była we wrześniu 1918 roku w walkach pod Kazaniem i na Kamie. W październiku 1918 roku wysłano go na Morze Kaspijskie, w skład Astrachańsko-Kaspijskiej Flotylli Wojennej. Okręt służył tam bojowo przez kolejne dwa lata, między innymi ostrzeliwując w grudniu 1920 roku pozycje wojsk azerbejdżańskich. Jednostka została wycofana ze służby i złomowana w sierpniu 1922 roku.